# Ladyzjyn
Ladyzjyn (ukrainsk: Ладижин) er en by i det vestlige Ukraine. Byen ligger ca. 84 km sydøst for byen Vinnytsja ved floden Sydlige Buh. Den har 22.459 (2022) indbyggere og ligger i Hajsyn rajon i Vinnytska oblast.

## Galleri
- Hovedgaden i Ladyzjyn
- Rådhuset i Ladyzjyn
- Ladyzjyn kraftværk
- Dæmning over Sydlige Buh